# Asparagus longiflorus
Asparagus longiflorus là một loài thực vật có hoa trong họ Măng tây. Loài này được Franch. mô tả khoa học đầu tiên năm 1884.